# ハインリヒ15世 (バイエルン公)
ハインリヒ15世（Heinrich XV., 1312年8月28日 - 1333年6月18日）は、下バイエルン公（在位：1312年 - 1333年）。ナッテルンベルクに好んで滞在したことから「der Natternberger」と呼ばれる。また、年上の従兄弟ハインリヒ14世との区別のため若公（der Jüngere）とも呼ばれる。

## 生涯
ハインリヒ15世は下バイエルン公兼ハンガリー王オットー3世とその2番目の妃アグネス・フォン・グロガウの一人息子として、父オットー3世の死の年に生まれた。1319年まで上バイエルン公ルートヴィヒ4世およびその兄ルドルフ1世の後見下に置かれ、その後は年上の従兄弟ハインリヒ14世が後見をつとめた。従兄弟のハインリヒ14世、オットー4世兄弟との間には下バイエルンの領有をめぐって長期にわたり対立し、仲裁裁判所によって繰り返し解決がはかられた。1329年7月、3人の公爵に対し、生前にニーダーバイエルン公国を分割しないよう説得した。
それにも関わらず、1330年にハインリヒ14世とオットー4世は、皇帝ルートヴィヒ4世の支援を得て、1331年の条約で領地を分割した。しかし、いかなる相続においても下バイエルンは単一の存在として扱われるべきであると規定された。ハインリヒ15世の治世中、デッケンドルフは一時的に下バイエルン＝デッゲンドルフ公領の首都となった（1331年 - 1332年）。この公領には首都デッゲンドルフに加えてシャム、ディンゴルフィング、ランダウ、フィルスホーフェンの町が含まれていた。1332年にハインリヒ14世との共同統治となった。1332年11月、ハインリヒ15世は従兄弟オットー4世に対し、ハインリヒ14世が単独で統治すべきであるとした。しかしその決定が下される前に、1333年にハインリヒ15世が、続けて従兄弟オットー4世も亡くなり、その後ハインリヒ14世が単独で下バイエルンを統治した。
1327年、ハンガリー王の地位を狙ったが失敗に終わっている。オーストリア公フリードリヒ1世（フリードリヒ美王）の娘アンナと結婚していたが、子は無かった。